# أوكاميجي
أوكاميجي (Okamejei) هو جنس من سمك ورنكية الصغير من عائلة الورنكيات، يتواجد في أواسط وغرب المحيط منطقة المحيط الهادي الهندي وأيضاً في شمال غرب المحيط الهادئ.

## الأنواع
- ورنكية المنقطة الأوسيلاتية
- ورنكية بيتا